# Chrostosoma fassli
Chrostosoma fassli là một loài bướm đêm thuộc phân họ Arctiinae, họ Erebidae.